# St. Johannes der Täufer (Ahrem)

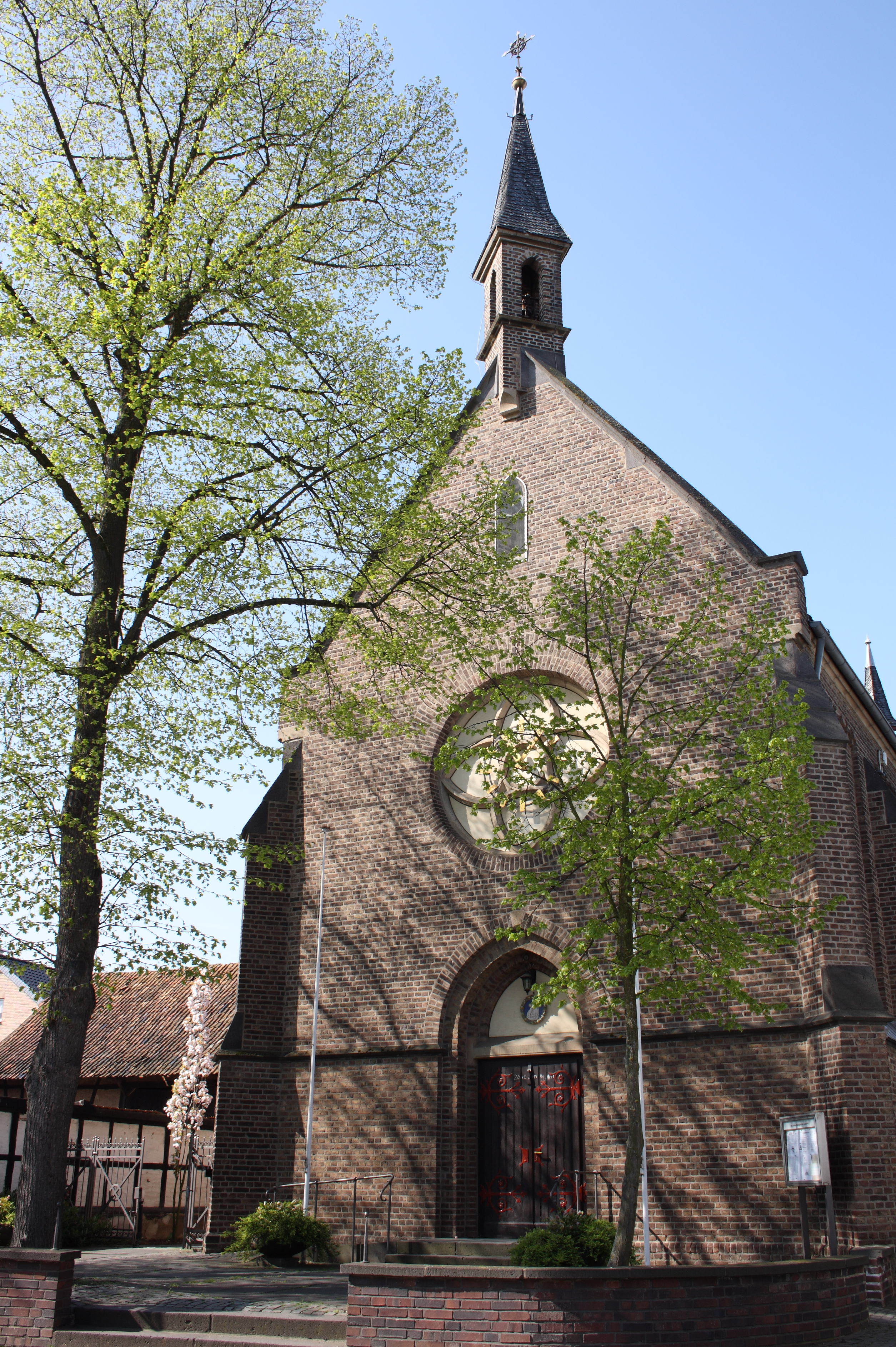
Portalfassade von St. Johannes der Täufer

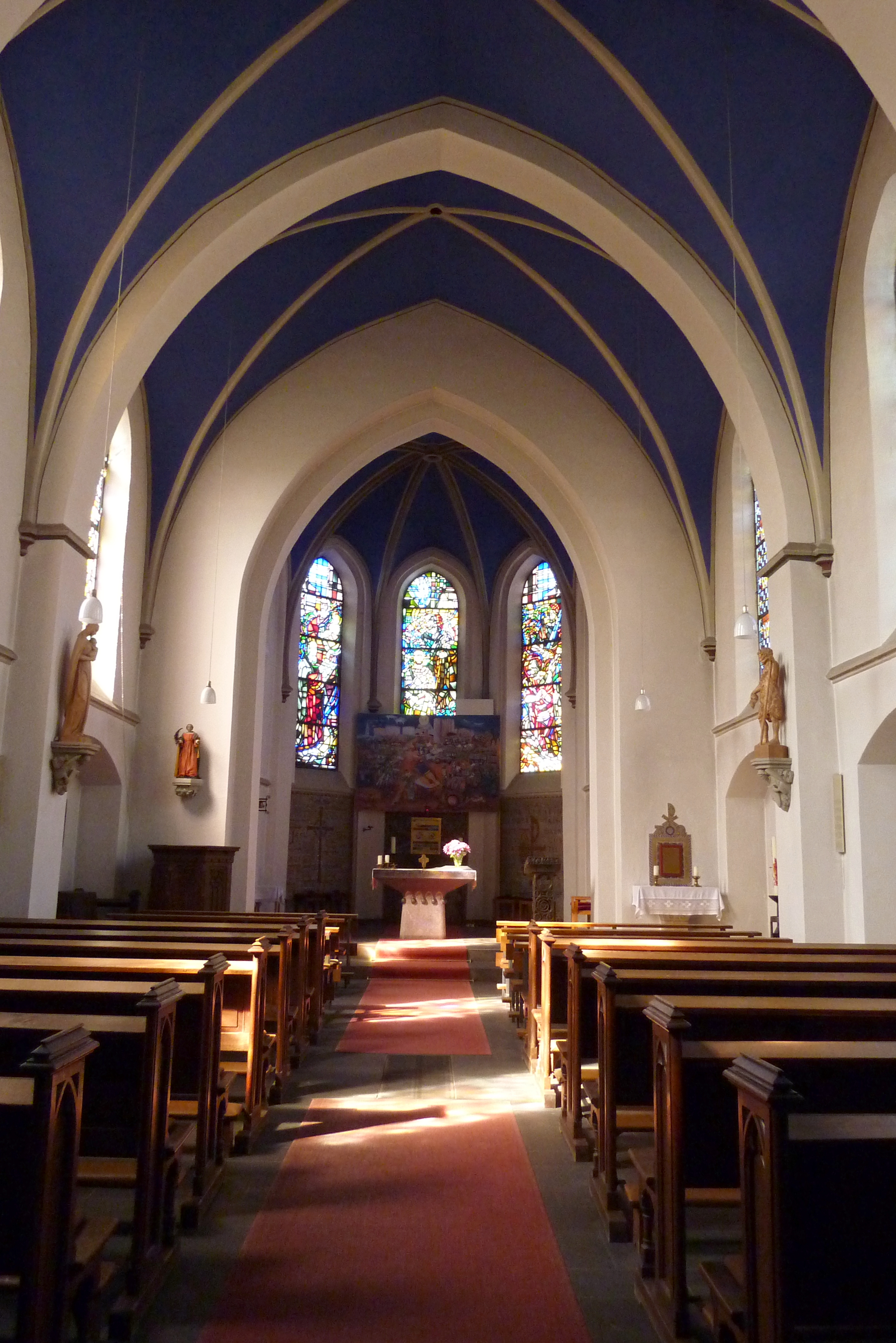
Blick zum Chor

Die katholische Pfarrkirche St. Johannes der Täufer in Ahrem, einem Stadtteil von Erftstadt im Rhein-Erft-Kreis in Nordrhein-Westfalen, wurde von 1889 bis 1891 errichtet.

## Geschichte
Ahrem gehörte jahrhundertelang zur Pfarrei Lechenich. Die 1891 fertiggestellte Kirche wurde nach Plänen des Kölner Dombaumeisters Franz Schmitz als einschiffige Kirche im neugotischen Stil erbaut. Wegen der geringen Breite des Grundstücks wurde die Kirche nicht geostet.

## Architektur
Der Backsteinbau, dessen Grundsteinlegung 1889 erfolgte, steht mit der Giebelfront und seinem Portal zur Straße hin. Die Portalfassade besitzt über dem Eingang ein großes, mit neugotischem Maßwerk ausgestattetes Rundfenster, dem in der Spitze eine Nische folgt. Als Bekrönung endet die Frontseite in einem dem beginnenden Dachfirst übereck aufgesetzten Dachreiter. Dieser verfügt über eine nach vier Seiten offene Laterne, die mit einem spitzen Helm und einer Wetterfahne endet.
Das Langhaus hat auf beiden Seiten je fünf, sich auf halber Höhe verjüngende Strebepfeiler, und hohe spitzbogige Fenster. Das schiefergedeckte Satteldach wurde seitlich mit je einer Dachgaube versehen. Am Langhaus schließt sich ein halbrunder Chor mit 5/8-Schluss an, dem in späterer Zeit eine Sakristei angefügt worden ist. Der Chor erhielt ebenfalls eine verzierte Gaube, die wie das abgestumpfte Zeltdach einheitlich mit Schiefer eingedeckt wurde.
Der Plan der Pfarrgemeinde, einen Kirchturm zu bauen, scheiterte an der Finanzierung.
2013 wurde die Kirche umfangreich renoviert.

## Ausstattung
Von der ursprünglichen Ausstattung, die im Laufe der Zeit schon mehrmals verändert wurde, sind der Beichtstuhl und die heute ebenerdig aufgestellte Kanzel erhalten. Die heutigen Bleiglasfenster entwarf 1940 der Kölner Künstler Hans Hansen. Sein Rosettenfenster wurde im Krieg zerstört und dann zugemauert und als Hintergrund einer Uhr verwendet. Es wurde 2013 wieder geöffnet und bis zu einer Neugestaltung mit Fensterglas ausgefüllt. Die Uhr fand eine andere Verwendung. 1954 wurde von Hubert Dürnholz (* 1882) ein Kreuzweg für die Kirche geschaffen. Bei der Renovierung von 1970 wurde ein neuer Altar mit Tabernakelstele von Olaf Höhnen aufgestellt. Die letzte Orgel von 1946 stammte aus der Werkstatt Ernst Seifert. Sie wurde 2004 durch ein elektronisches Instrument ersetzt. Die kleine Glocke im Dachreiter konnte seit den 1990er Jahren nicht mehr geläutet werden und wurde mit der Renovierung des morschen Glockenstuhls 2013 entfernt. Die Kirche besitzt ein elektronisches Lautsprecher-Läutewerk, das vier Glocken simuliert.